# HMS Vengeance (R71)
«Вендженс» (англ. HMS Vengeance (R71)) — британський легкий авіаносець часів Другої світової війни типу «Колоссус». Сьомий корабель з такою назвою у складі ВМС Великої Британії.

## Історія створення
Авіаносець «Вендженс» був закладений 16 листопада 1942 на верфі Swan Hunter. Спущений на воду 23 лютого 1944 року, вступив у стрій 15 січня 1945 року.

## Історія служби

### У складі ВМС Великої Британії
Після вступу у стрій авіаносець вирушив на Далекий Схід, але у бойових діях участі взяти не встиг. Після капітуляції Японії брав участь в окупації Гонконга (08-09.1945). Надалі авіаносець ніс службу на Далекому Сході до липня 1946 року, після чого повернувся до Англії. Протягом серпня — грудня 1946 року пройшов ремонт, після чого входив до складу Домашнього Флоту (05-07.1947), ніс службу на Середземному морі (08.1948-05.1951).
Після ремонту наприкінці 1951 року авіаносець здійснив два рейси на Далекий Схід, доставляючи літаки та війська. 

### У складі ВМС Австралії
Оскільки побудова авіаносця HMAS Melbourne (R21) для ВМС Австралії затримувалась більше ніж на 2 роки, вирішили орендувати авіаносець у Великої Британії. Вибір зробили на користь «Вендженса», який наприкінці 1952 року був переданий до складу ВМС Австралії, де отримав позначення «HMAS Vengeance». Корабель прибув до Австралії у лютому 1953 року. Він готувався до участі в бойових діях під час Корейської війни, але замість нього в похід вирушив авіаносець HMAS Sydney (R17).
З травня 1954 року авіаносець вивели в резерв, де перебував до травня 1955 року, після чого повернули ВМС Великої Британії. Корабель повернувся до Англії в жовтні 1955 року і був виведений у резерв.

### У складі ВМС Бразилії
У грудні 1956 року авіаносець «Вендженс» продали Бразилії, де перебував на службі до 2001 року.